# Сломув-Косьцельни
Сломув-Косьцельни (пол. Słomów Kościelny) — село в Польщі, у гміні Пшикона Турецького повіту Великопольського воєводства.
У 1975-1998 роках село належало до Конінського воєводства.